# 池田博正
池田 博正（いけだ ひろまさ、1953年（昭和28年）4月28日 - ）は、日本の宗教家。創価学会主任副会長。創価学会インタナショナル副理事長。創価学会第3代会長の池田大作の長男。

## 経歴
東京都出身。池田大作と池田香峯子の長男として生まれる。慶應義塾大学法学部・文学部卒業。大学卒業後、関西創価学園にて教諭を10年間務める。その後、創価学会本部に勤め、創価学会副会長などを歴任する。
2006年より創価学会の副理事長（現在の主任副会長）に就任し、創価学会の最高幹部のひとりとなる。

## 親族
- 父親：池田大作（創価学会名誉会長）
- 母親：池田香峯子（ビジャ・マリア大学名誉教授）
  - 弟：池田城久（創価大学本部職員）
  - 弟：池田尊弘（創価学園主事）

## 所属協会
- 創価学会主任副会長
- 創価学会副理事長
- 同総東京副総合長
- 同未来本部総合本部長
- 同関西最高参与
- 同中部最高参与
- 創価学会インタナショナル副会長
- 創価学会インタナショナル常任理事
- 創価学園常任顧問
- 創価大学理事
- 民主音楽協会顧問
- 東京富士美術館参与

## 著書
- 『青春の道―私の若き日の記録 随筆』 鳳書院　ISBN 978-4871221498
- 『正義の道―随筆』鳳書院　ISBN 978-4871221573